# Luftangriffe auf Neumünster

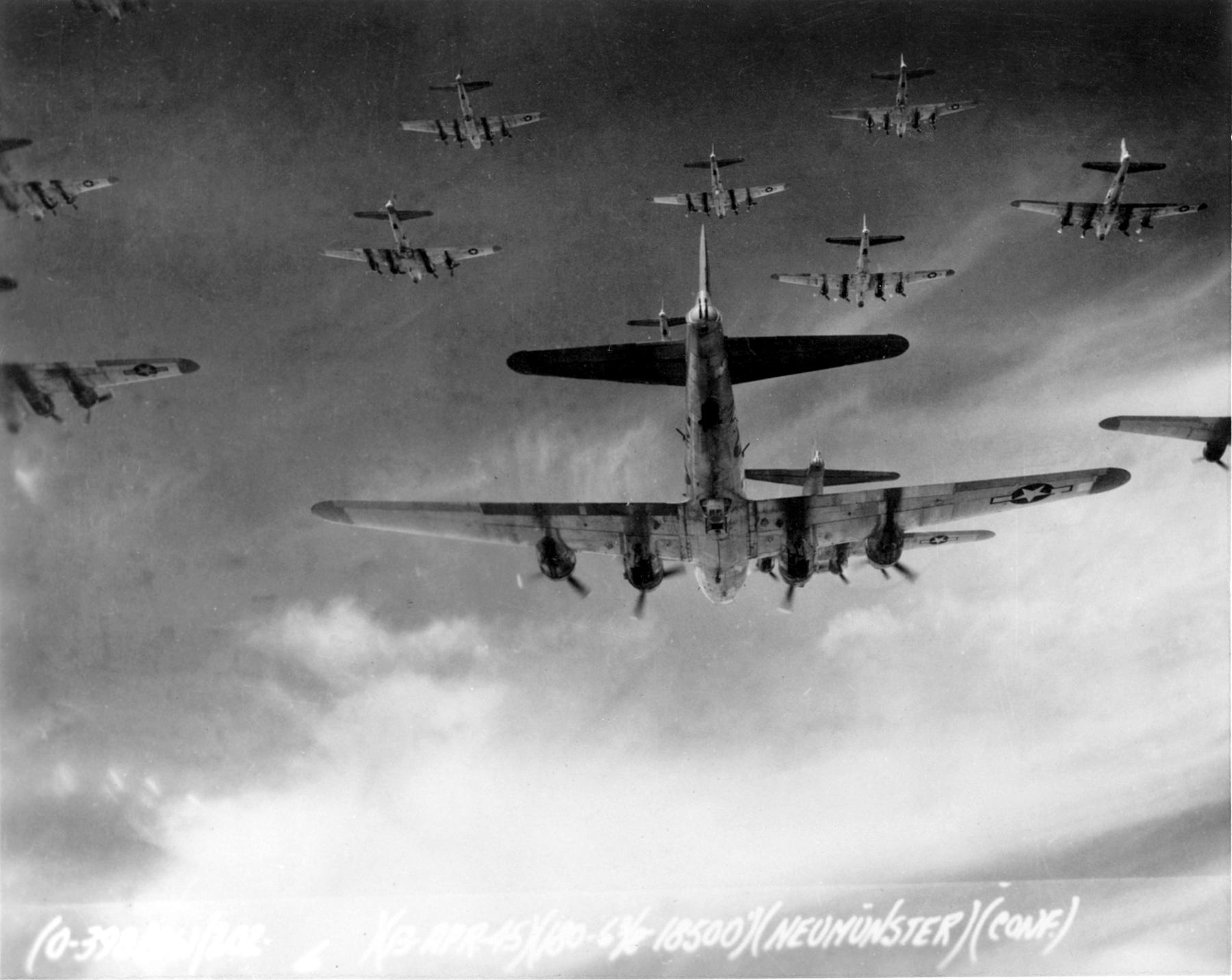
Der Luftangriff am 13. April 1945 wurde von Boeing B-17 "Flying Fortress"-Flugzeugen der 398th Bombardment Group durchgeführt.

Die Luftangriffe auf Neumünster während des Zweiten Weltkrieges von 1942 bis 1945 fügten der Stadt und ihrer Umgebung schwere Schäden zu. Bei sieben Luftangriffen der britischen Royal Air Force (RAF) und der United States Army Air Forces (USAAF) kamen mehr als 1059 Menschen ums Leben. 3959 Wohnungen, rund ein Drittel der Bebauung, wurden zerstört, weitere 5300 Wohneinheiten beschädigt. In der folgenden Chronologie wurden die Angriffe auf Militär- und Eisenbahnanlagen im Umland nicht berücksichtigt.
Ungeklärt ist bisher die Zahl der ums Leben gekommenen Kriegsgefangenen und Zwangsarbeiter, von denen ca. 8000 in der Stadt arbeiten mussten und keine Schutzräume aufsuchen durften. Ihr Tod wurde nur teilweise dokumentiert.
Die Bombenopfer wurden auf zwei Gräberfeldern auf dem Südfriedhof (Lage) in Neumünster bestattet.

## Chronologie der Angriffe und Schäden
- Frühjahr 1942: Ein Wohnhaus in der Plöner Straße wurde von einer Brandbombe beschädigt. Die Bewohner konnten den Brand mit Eigenmitteln löschen. Es kann sich um eine „Entsorgung“ der Bombe auf dem Rückflug von Kiel nach Großbritannien gehandelt haben.
- 3. August 1943: Das Zentrum von Neumünster wurde von einer Luftmine getroffen. 13 Tote und 20 Brandherde wurden gezählt.
- 13. Dezember 1943: Das Friedrich-Ebert-Krankenhaus wurde durch mehrere Brandbomben teilweise zerstört.
- 25. Oktober 1944: Bei einem Luftangriff auf das Zentrum der Stadt werden neben Wohn- und Geschäftshäusern auch Betriebe wie die Textilwerke H.C. Rowedder und C. Sager durch Brand- und Splitterbomben zerstört. Mehr als 181 Todesopfer wurden registriert.
- 6. November 1944: Zwischen 10:34 und 10:50 Uhr warfen US-amerikanische Verbände ca. 6000 Sprengbomben ab. Beteiligt waren insgesamt ca. 450 Flugzeuge, die in sieben Intervallen über die Stadt flogen. Schwerpunkt der Angriffe waren die nördlichen Stadtgebiete. Der Hauptbahnhof, das Reichsbahn-Ausbesserungswerk und die Umgebung der Kieler Straße, Kloster Straße, Wasbeker Straße und Kuhberg wurden zerstört. Bomben fielen auch auf die Brachenfelder Gärten und das nahegelegene Gehölz am Stadtrand. Dorthin waren Stadtbewohner geflüchtet und starben teilweise beim Angriff. Bei dieser Aktion, deren Schwerpunkt das Eisenbahnnetz gewesen sein soll, wurden insgesamt 293 Tote verzeichnet.
- 7. April 1945: Der Angriff gegen 13:00 Uhr mit den höchsten Menschenverlusten verursachte mehr als 537 Tote.
- 13. April 1945: An diesem Tag warfen ca. 700 alliierte Flugzeuge bei 13 Überflügen insgesamt mindestens 3000 Sprengbomben ab. Mehr als 34 Tote wurden verzeichnet. Wäre der Großteil der Bevölkerung nicht in das Umland geflüchtet, dann wäre die Zahl der Toten gewiss höher gewesen. Das Bahnbetriebswerk wurde schwer beschädigt.

Weitere Angriffsziele, hier nicht detailliert gelistet, waren bei den meisten Kriegshandlungen auch der nahe gelegene Flugplatz der Luftwaffe und die Hindenburg-Kaserne.